# Parc Nacional Domogled-Valea Cernei
El Parc Nacional Domogled-Valea Cernei (en romanès: Parcul Naţional Domogled-Valea Cernei) és una zona protegida (parc nacional categoria II UICN) situada a Romania, als comtats Caraş-Severin, Gorj i Mehedinţi.

## Ubicació
El parc nacional s'estén sobre les muntanyes Cerna i les muntanyes Godeanu al costat dret, i sobre les muntanyes Vâlcan i les muntanyes Medinţi al costat esquerre. Es troba al grup de les muntanyes Retezat-Godeanu, un grup de muntanyes dels Carpats del Sud, a la conca del riu Cerna.

## Descripció
El Parc Nacional Domogled-Valea Cernei, amb una superfície de 61.211 ha, va ser declarat àrea protegida per la Llei número 5 del 6 de març del 2000 (publicat al document oficial romanès número 152 del 12 d’abril del 2000) i representa una zona muntanyosa (circs, cims de muntanya, dolines, paviments de pedra calcària, coves, fosses, valls i cascades), de manera que alberga una gran varietat de flora i fauna, fins i tot amb espècies endèmiques.

### Reserva natural
Zones protegides incloses al parc: Coronini-Bedina (3.864,80 ha), Domogled (2.382,80 ha), Iardașița (501,60 ha), Iauna - Craiova (1.545,10 ha) i Cova Bârzoni (0,10 ha) al comtat de Caraş-Severin; Piatra Cloșanilor (1.730 ha), Cheile Corcoaiei (34 ha) i Ciucevele Cernei (1.166 ha) al comtat de Gorj, Vârful lui Stan (120 ha) i Valea Țesna (160 ha) al comtat de Mehedinţi. 

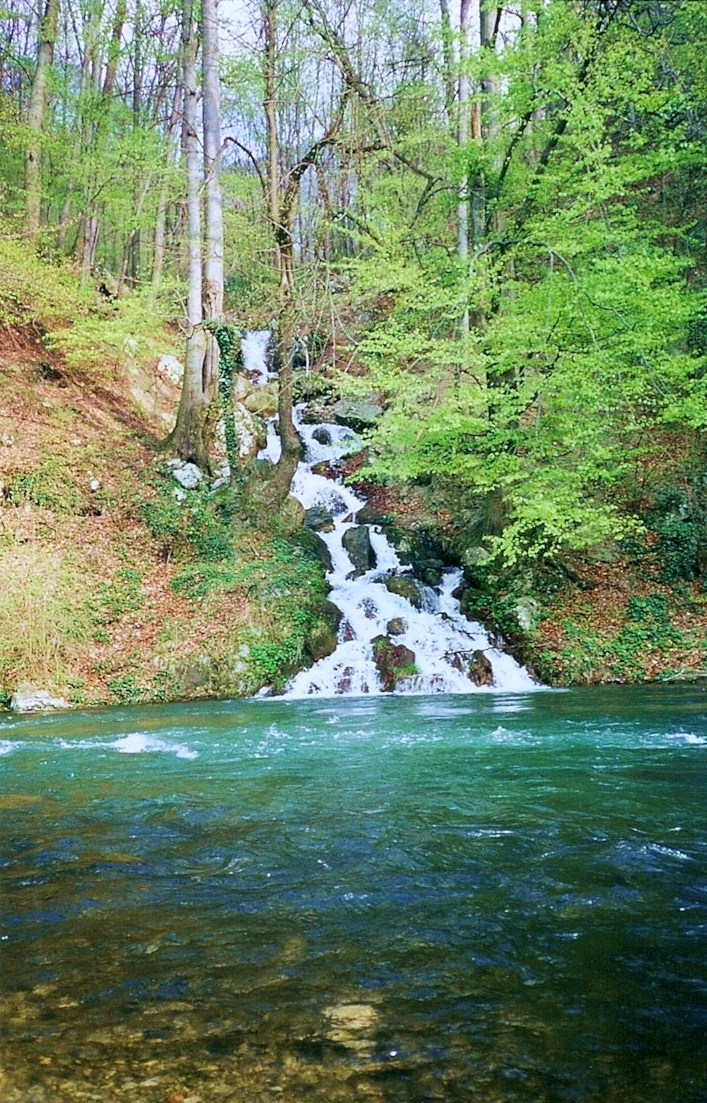
Parc nacional Domogled-Valea Cernei
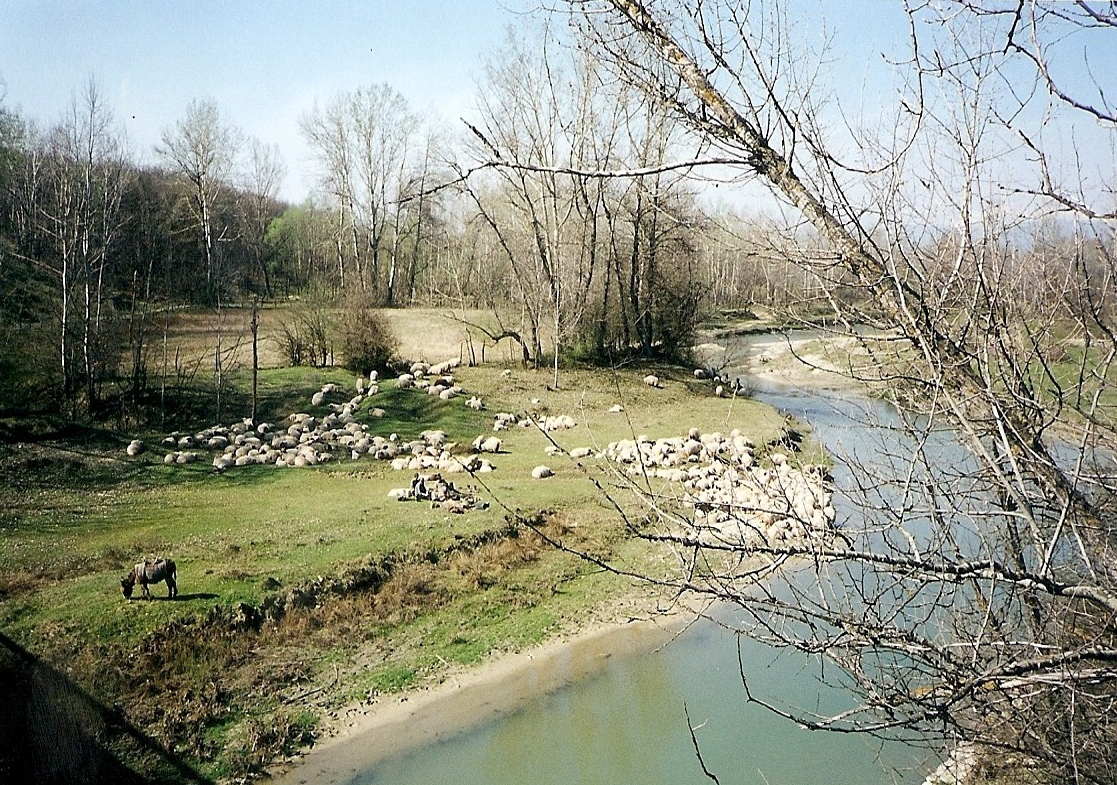
Parc nacional Domogled-Valea Cernei
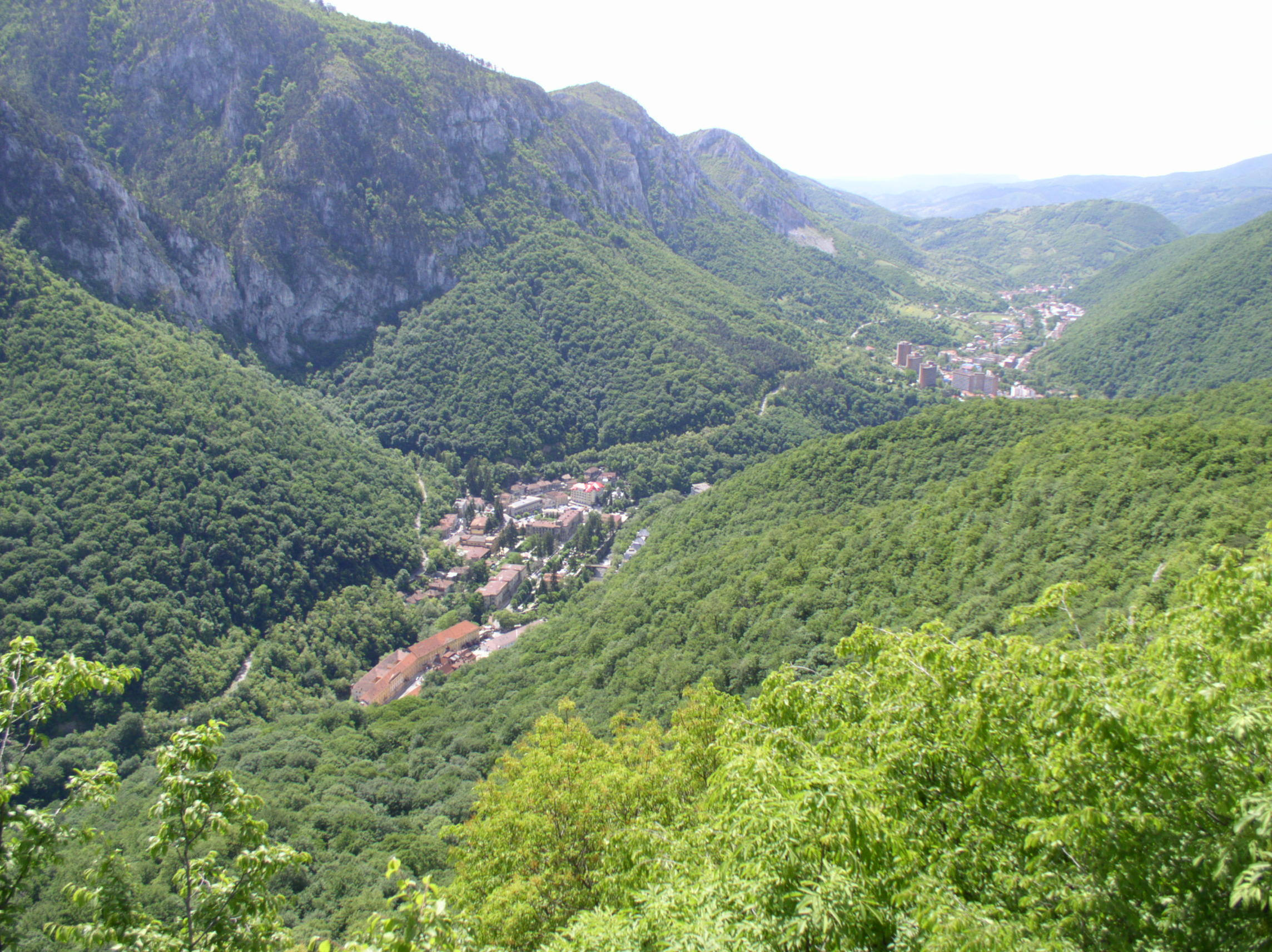
Băile Herculane
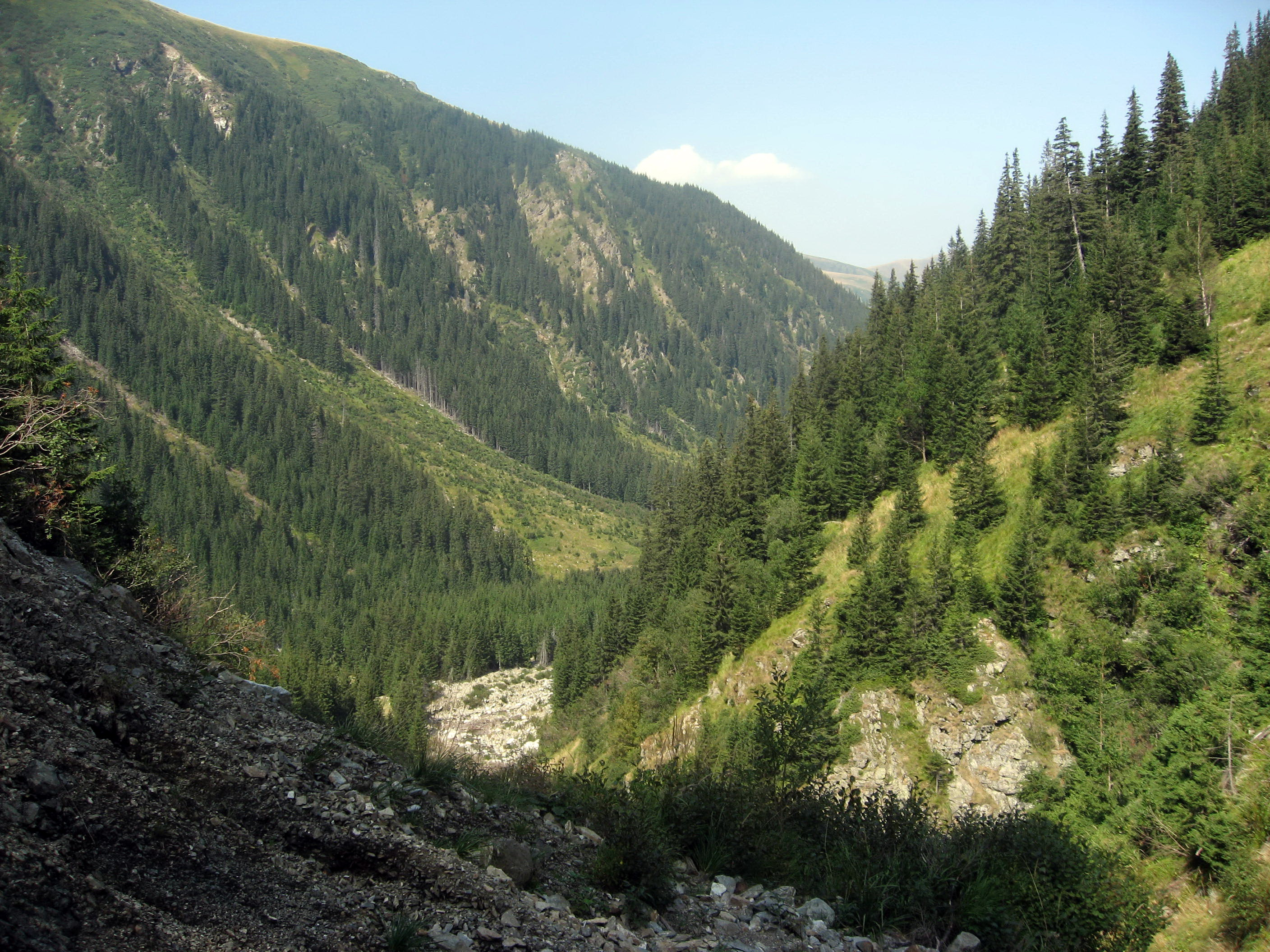
Muntanyes de Godeanu